# 広州市華南橡膠輪胎
広州市華南橡胶輪胎有限公司（英語: South China Tire & Rubber Co., Ltd.）は、中華人民共和国・広州市従化区鰲頭鎮に本社を置く化学製品メーカー。

## 概要
1988年設立のゴム製品メーカー。
中でも自動車用ラジアルタイヤに強みを持ち、2016年現在は中国国内におけるタイヤ最大手。
一般向けには主に2004年設立の子会社・広州豊力橡膠輪胎有限公司（英語: Guangzhou Fengli Rubber & Tire Co., Ltd.）が製造する「ワンリタイヤ（WANLI Tyres）」のブランドを用いており、2016年には東京オートサロンに出展して本格的な日本進出を発表。当面は全世界で年産4000万本、うち日本国内で年間60万本の販売を目標としている。
日本国内で全日本プロドリフト選手権（D1グランプリ）などへタイヤ供給を行い知名度向上を図っていく方針で、同年よりD1グランプリに参戦する斎藤太吾のサポートを行い、同年には斎藤がD1のシリーズチャンピオンを獲得したが、結局2017年に撤退。わずか2年間の参戦となった。